# Bryum maceratum
Bryum maceratum är en bladmossart som beskrevs av C. Müller 1882. Bryum maceratum ingår i släktet bryummossor, och familjen Bryaceae. Inga underarter finns listade i Catalogue of Life.